# Дидактичний епос
Дидактичний (повчальний) епос (кінець VIII ст. до н. е.) — давньогрецький вид поезії, що використовував художню форму для передачі морально-етичних, філософських та наукових уявлень. Створюється в період появи полісів. Поеми пишуть про хліборобів, простежується авторський погляд на ті чи інші проблеми.
Дидактичний епос мав виховну та повчально-пізнавальну мету.
Найвидатнішим представником та автором цього роду поезії у Давній Греції був Гесіод (кінець VIII — початок VII ст. до н. е.) — перший давньогрецький письменник, про життя якого до нас дійшли деякі достовірні відомості.
Антична традиція приписує йому створення численних поем. До нас дійшли його поеми «Теогонія» та «Роботи і дні», які є спробою осмислення світу і життя з позицій вільного працьовитого землероба.
«Теогонія» Гесіода — це поетична класифікація давньогрецької міфології, літературна спроба привести її до стрункої системи. Гесіод подає генеалогію грецьких богів і принагідно переказує міфи, тобто в перелік імен украплює окремі епізоди з життя олімпійських богів, їхніх предків та нащадків.
Гесіод прагне повноти того родоводу, який подає, і тому в його «Теогонії» значне місце посідає голий перелік імен, так звані каталоги міфологічних постатей. «Каталог» богів доповнюється списком жінок, котрі від богів народили героїв («Каталог жінок»), який теж приписується Гесіоду.
В творі «Роботи і дні» Гесіод розділяє людей на два класи — царі і пастухи. Вперше праця і чеснота ставиться до закону, встановленому богами. Апофеоз праці і справедливості, селянин, у Гесіода любить порядок і точність у всьому. Твір має переконувати, що для того, щоб поправити своє матеріальне становище, потрібно вступити на шлях чесної праці на своїй землі, а не давати хабарі судовим особам.